# موحان الخيرالله
مَوحان الخيرالله الشويلي الحَّميَري (1890م - 1956م)، هو سياسي عراقي وشيخ قبيلة الشويلات  في العراق ، ونائباً دائماً في البرلمان العراقي آنذاك  ، أو بمجلس الأمة كما كان يُطلق عليهُ في عصر المملكة العُراقية ، ولَد الشيخ موحان الخيرالله في العراق وتحديداً مُحافظة الناصرية أرياف قضاء الرفاعي ، في عام 1890م وتوفي (6 ديسمبر ، 1956م ) ودفُن في النجف مع عامة المُسلمين.

## ثروتهُ
كانتْ عائلة الشيخ موحان الخيرالله من العوائل العراقية الثرية حيثُ كان يملك الشيخ أرض زراعية مساحتها مليون دونم  أي مايُقارب مساحة دولة سويسرا.

## الشيخ موحان وثورة العشرين

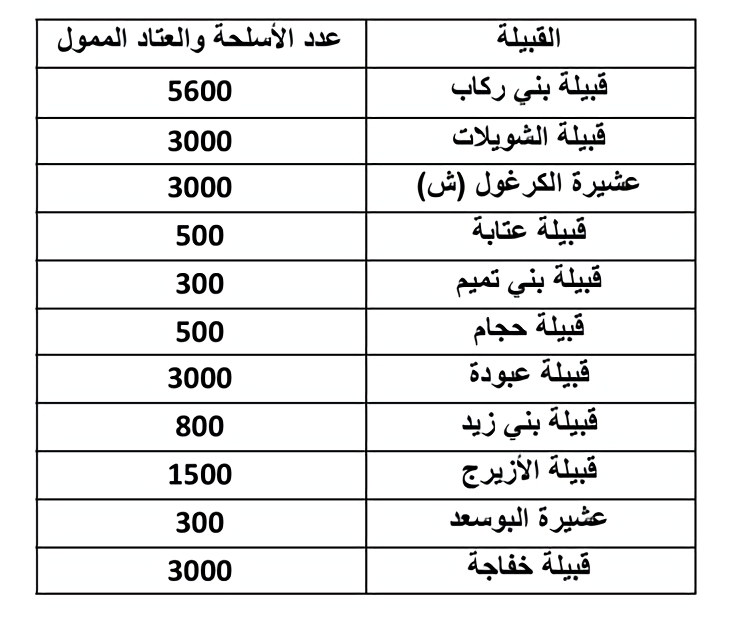
الوثيقة البريطانية وتضهر أن قبيلة الشويلات ساهمتْ في 3000 طن بزعامة الشيخ موحان الخيراللة

زَعَم الشيخ موحان قبيلة الشويلات آبان ثورة العشرين حيث مول أفراد قبيلة الشويلات بلسلاح والعتاد وكانت قبيلة الشويلات لها موقف كبير في ثورة العشرين ، وذالك الموقف الذي أتخذهُ الشيخ موحان ساهمَ في تمدد قبيلة الشويلات أي أن أصبحت قبيلة الشويلات من القبائل المعروفة والمؤثرة في العراق ، وساهم كذالك الشيخ موحان الخيرالله في تبرع عتاد أسلحة الى باقي القبائل وقدَر هذا الحجم من التمويل والدعم في 3000 طن كما جاء في وثيقة قديمة عُلقت في المتحف البريطاني وفيها القبائل التي ساهمت في العتاد للقتال ضد الأنجليز (البريطانيون) .

## أبناؤه
- عبد المجيد : النجل الأكبر لشيخ موحان الخيرالله وشيخ العام الشويلات من (1956م - 1998 م).

- عبد الحميد (حميد) : النجل الثاني لشيخ موحان الخيرالله وشيخ قبيلة العام لقبيلة الشويلات من (1998م - 2003م) ومن ذريته: الشيخ سامي، الشيخ أركان حميد موحان الخيرالله شيخ الشويلات العام مُنذ (2003م- حتى الآن) ،الشيخ يوسف والشيخ حيدر.
- رشيد
- حبيب
- عبدالحسن
- عادل
- زعّيم ويُطلق عليهُ (حضرموت)
- سعيد
- زهراء
- رفيعة

## أنضر أيضاً
- الشويلات
- حمير
- ثورة العشرين
- ذي قار